# Lijst van vrijmetselaars uit Duitsland
Dit is een lijst van vrijmetselaars uit Duitsland.
Opmerking vooraf: aangezien er een strikte zwijgplicht bestaat onder logebroeders over alles wat binnen de muren van de zittingen gebeurt en over het lidmaatschap, is het soms moeilijk het lidmaatschap van levende personen te verifiëren.

## A
Adolf Frederik IV van Mecklenburg-Strelitz (1738–1794)
Hertog van Mecklenburg-Strelitz. Lid van de Loge in Neubrandenburg.
Johann Valentin Andreae (1586–1654)
Protestantse theoloog, alchemist, satirisch schrijver en vroege Rozenkruiser. Vermoedelijk vrijmetselaar geweest.

## B
Johann Christian Bach (1735–1782)
Componist. Lid Lodge of Nine Muses No. 235, Londen.
Johann Beckmann (1739–1811)
Wetenschappelijk auteur en bedenker van de term "technologie". Hij was de eerste man die technologie onderwees en erover schreef als academisch onderwerp.
Ludwig van Beethoven (1770–1827)
Componist. Hoewel er geen documenten over bestaan, beweren verschillende biografen van Beethoven dat hij vrijmetselaar was op basis van andere bewijzen.
Gebhard Leberecht von Blücher (1742–1819)
Graf (graaf), later verheven tot Fürst (prins) von Wahlstatt, was een Pruisische veldmaarschalk die zijn leger leidde tegen Napoleon I in de Slag bij Leipzig in 1813 en in de Slag bij Waterloo in 1815. Zijn oorspronkelijke loge is niet bekend, maar hij was een constante bezoeker in de Loge "Pax Inimicamalis" in Emmerik in 1800/1801, en in 1814 de Loge "Archimedes" in Altenburg.
Johannes Brahms (1833–1897)
Componist.
Gottfried August Bürger (1747–1794)
Dichter; ingewijd in 1775

## C
Joachim Heinrich Campe (1746–1818)
Schrijver, taalkundige, onderwijzer en uitgever. Volgens Denslow was hij "een geleerde en ijverige vrijmetselaar zoals blijkt uit zijn correspondentie met Gotthold Lessing."

## F
Johann Gottlieb Fichte (1762–1814)
Filosoof, lid van Loge "Pythagoras zum flammenden Stern" in Berlijn.

## G
Johann Wolfgang von Goethe (1749–1832)
Filosoof en dichter, lid van Loge "Amelie", Weimar.

## H
Hermann Hesse (1877–1962)
Duits-Zwitserse schrijver, dichter en kunstschilder.
Wilhelm Hofmeister (1824–1877)
Botanicus die de generatiewisseling van planten ontdekte.

## K
Adolph Knigge (1752–1796)
Schrijver.

## L
Gotthold Ephraim Lessing (1729–1781)
Schrijver en filosoof.

## M
Felix Mendelssohn Bartholdy (1809–1847)
Componist.
Moses Mendelssohn (1729–1786)
Filosoof.
Franz Anton Mesmer (1734–1815)
Arts, ontdekker van dierlijk magnetisme of mesmerisme.
Giacomo Meyerbeer (1791–1864)
Opera componist

## R
Theodor Reuß (1855–1923)
Occultist en stichter van de Ordo Templi Orientis (O.T.O.), lid van Pilgrim Lodge No. 238 (UGLE) 1878, uit de loge gezet in 1880.

## S
Emanuel Schikaneder (1751–1812)
Impresario, dramaturg, acteur, zanger en componist, vooral bekend als librettist van Mozarts opera Die Zauberflöte, die sterke maçonnieke thema's bevat.
Friedrich Schiller (1783–1789)
Dichter, filosoof, historicus en toneelschrijver, lid Loge "Günther zum stehenden Löwen" in Rudolstadt.
Louis Spohr (1784–1859)
Componist.
Gustav Stresemann (1878–1929)
Rijkskanselier (1923) en minister van Buitenlandse Zaken (1923-1929) van de Weimarrepubliek. Ingewijde in Loge "Friedrich der Große" te Berlijn op 22 juli 1923.

## T
Alfred von Tirpitz (1849–1930)
Admiraal in de Kaiserliche Marine, lid Loge "Zum aufrichtigen Herzen" in Frankfurt an der Oder.

## W
Adam Weishaupt (1748–1830)
Stichter van de Illuminati.

## Z
Johann Zoffany (1733–1810)
Duits-Britse kunstschilder.
Heinrich Zschokke (1771–1848)
Duitse, later Zwitserse, schrijver en hervormer, lid Loge "Zum aufrichtigen Herzen" in Frankfurt an der Oder. Hij verkondigde dat de vrijmetselarij de ontbrekende schakel vormde tussen kerk en staat en geloofde dat de wereld pas hogere idealen kon bereiken wanneer deze verbroken keten werd hersteld.